# Puchar Świata w biathlonie 2002/2003
Puchar Świata w biathlonie 2002/2003 to 26. sezon w historii tej dyscypliny sportu. Pierwsze zawody odbyły się 5 grudnia 2002 w szwedzkim Östersund, zaś sezon kończyły mistrzostwa świata w Chanty-Mansyjsku.
Klasyfikację generalna pań po raz pierwszy w karierze wygrała Niemka Martina Glagow, która wyprzedziła o 30 punktów Rosjankę Albinę Achatową oraz o 49 Francuzkę Sylvie Becaert. Niemka triumfowała również w klasyfikacji biegu pościgowego, a także zajęła drugie miejsce w klasyfikacji sprintu, którą wygrała Becaert. Pozostałe klasyfikacje wygrały Linda Tjørhom (bieg indywidualny) oraz Albina Achatowa (bieg masowy). Obie klasyfikację drużynowe wygrały Rosjanki.
Wśród panów po raz kolejny bezkonkurencyjny okazał się Ole Einar Bjørndalen. Norweg jedenaście razy zwyciężał w zawodach pucharu świata i zgromadził 737 punktów. Drugi w klasyfikacji, Białorusin Władimir Draczow miał na koncie 630 punktów, zaś trzeci Ricco Groß 613. Bjørndalen wygrał także trzy z czterech klasyfikacji poszczególnych konkurencji, triumfując w sprincie, biegu pościgowym oraz biegu masowym. Jedyną konkurencją w której Bjørndalen nie wygrał był bieg indywidualny, gdzie najlepszy okazał się jego rodak Halvard Hanevold. W klasyfikacji narodów najlepsi byli Norwegowie zaś sztafety wygrali Białorusini.

## Kalendarz
- Östersund – 5 - 8 grudnia 2002
- Pokljuka  Östersund – 11 - 15 grudnia 2002
- Osrblie – 19 - 22 grudnia 2002
- Oberhof – 8 - 12 stycznia 2003
- Ruhpolding – 15 - 19 stycznia 2003
- Anterselva – 23 - 26 stycznia 2003
- Lahti – 8 - 9 lutego 2003
- Oslo/Holmenkollen – 13 - 16 lutego 2003
- Östersund – 20 - 23 2003
- Chanty-Mansyjsk – 15 - 23 marca 2003 (MŚ)

## Mężczyźni

### Wyniki
| 1. Östersund, 05.12.2002 – 07.12.2002 | 1. Östersund, 05.12.2002 – 07.12.2002 | 1. Östersund, 05.12.2002 – 07.12.2002                                             | 1. Östersund, 05.12.2002 – 07.12.2002                                          | 1. Östersund, 05.12.2002 – 07.12.2002                        |
| Data                                  | Konkurencja                           | miejsce                                                                           | miejsce                                                                        | miejsce                                                      |
| ------------------------------------- | ------------------------------------- | --------------------------------------------------------------------------------- | ------------------------------------------------------------------------------ | ------------------------------------------------------------ |
| 5 grudnia 2002                        | Sprint (10 km)                        | Frode Andresen                                                                    | Raphaël Poirée                                                                 | Aleh Ryżenkau                                                |
| 7 grudnia 2002                        | Sztafeta (4 × 7,5 km)                 | Norwegia Egil Gjelland · Frode Andresen · Ole Einar Bjørndalen · Halvard Hanevold | Rosja Wiktor Majgurow · Siergiej Rożkow · Siergiej Czepikow · Pawieł Rostowcew | Niemcy Ricco Groß · Peter Sendel · Sven Fischer · Frank Luck |
| 8 grudnia 2002                        | Bieg pościgowy (12,5 km)              | Ole Einar Bjørndalen                                                              | Raphaël Poirée                                                                 | Egil Gjelland                                                |

| 2. Pokljuka Östersund, 11.12.2002 – 15.12.2002 | 2. Pokljuka Östersund, 11.12.2002 – 15.12.2002 | 2. Pokljuka Östersund, 11.12.2002 – 15.12.2002                                  | 2. Pokljuka Östersund, 11.12.2002 – 15.12.2002                                    | 2. Pokljuka Östersund, 11.12.2002 – 15.12.2002                                 |
| Data                                           | Konkurencja                                    | miejsce                                                                         | miejsce                                                                           | miejsce                                                                        |
| ---------------------------------------------- | ---------------------------------------------- | ------------------------------------------------------------------------------- | --------------------------------------------------------------------------------- | ------------------------------------------------------------------------------ |
| 12 grudnia 2002                                | Sztafeta (4 × 7,5 km)                          | Białoruś Alaksiej Ajdarau · Władimir Draczow · Rustam Waliullin · Aleh Ryżenkau | Norwegia Egil Gjelland · Ole Einar Bjørndalen · Frode Andresen · Halvard Hanevold | Rosja Wiktor Majgurow · Siergiej Rożkow · Siergiej Czepikow · Pawieł Rostowcew |
| 14 grudnia 2002                                | Sprint (10 km)                                 | Ole Einar Bjørndalen                                                            | Frode Andresen                                                                    | Andrij Deryzemla                                                               |
| 15 grudnia 2002                                | Bieg pościgowy (12,5 km)                       | Ole Einar Bjørndalen                                                            | Ricco Groß                                                                        | Frode Andresen                                                                 |

| 3. Osrblie, 19.12.2002 - 22.12.2002 | 3. Osrblie, 19.12.2002 - 22.12.2002 | 3. Osrblie, 19.12.2002 - 22.12.2002                                            | 3. Osrblie, 19.12.2002 - 22.12.2002                             | 3. Osrblie, 19.12.2002 - 22.12.2002                                         |
| Data                                | Konkurencja                         | miejsce                                                                        | miejsce                                                         | miejsce                                                                     |
| ----------------------------------- | ----------------------------------- | ------------------------------------------------------------------------------ | --------------------------------------------------------------- | --------------------------------------------------------------------------- |
| 19 grudnia 2002                     | Sprint (10 km)                      | Raphaël Poirée                                                                 | Janez Marič                                                     | Frode Andresen                                                              |
| 20 grudnia 2002                     | Sztafeta (4 × 7,5 km)               | Rosja Wiktor Majgurow · Pawieł Rostowcew · Siergiej Rożkow · Siergiej Czepikow | Niemcy Peter Sendel · Sven Fischer · Michael Greis · Frank Luck | Francja Ferréol Cannard · Vincent Defrasne · Julien Robert · Raphaël Poirée |
| 22 grudnia 2002                     | Bieg pościgowy (12,5 km)            | Raphaël Poirée                                                                 | Ricco Groß                                                      | Władimir Draczow                                                            |

| 4. Oberhof, 08.01.2003 – 12.01.2003 | 4. Oberhof, 08.01.2003 – 12.01.2003 | 4. Oberhof, 08.01.2003 – 12.01.2003                                            | 4. Oberhof, 08.01.2003 – 12.01.2003                                             | 4. Oberhof, 08.01.2003 – 12.01.2003                                         |
| Data                                | Konkurencja                         | miejsce                                                                        | miejsce                                                                         | miejsce                                                                     |
| ----------------------------------- | ----------------------------------- | ------------------------------------------------------------------------------ | ------------------------------------------------------------------------------- | --------------------------------------------------------------------------- |
| 9 stycznia 2003                     | Sprint (10 km)                      | Ole Einar Bjørndalen                                                           | Siergiej Czepikow                                                               | Wolfgang Rottmann                                                           |
| 11 stycznia 2003                    | Sztafeta (4 × 7,5 km)               | Rosja Wiktor Majgurow · Pawieł Rostowcew · Siergiej Rożkow · Siergiej Czepikow | Białoruś Alaksiej Ajdarau · Władimir Draczow · Rustam Waliullin · Aleh Ryżenkau | Francja Ferréol Cannard · Vincent Defrasne · Julien Robert · Raphaël Poirée |
| 12 stycznia 2003                    | Bieg masowy (15 km)                 | Ole Einar Bjørndalen                                                           | Władimir Draczow                                                                | Raphaël Poirée                                                              |

| 5. Ruhpolding, 15.01.2003 – 19.01.2003 | 5. Ruhpolding, 15.01.2003 – 19.01.2003 | 5. Ruhpolding, 15.01.2003 – 19.01.2003                                      | 5. Ruhpolding, 15.01.2003 – 19.01.2003                          | 5. Ruhpolding, 15.01.2003 – 19.01.2003                                            |
| Data                                   | Konkurencja                            | miejsce                                                                     | miejsce                                                         | miejsce                                                                           |
| -------------------------------------- | -------------------------------------- | --------------------------------------------------------------------------- | --------------------------------------------------------------- | --------------------------------------------------------------------------------- |
| 16 stycznia 2003                       | Sztafeta (4 × 7,5 km)                  | Francja Ferréol Cannard · Vincent Defrasne · Julien Robert · Raphaël Poirée | Niemcy Michael Greis · Sven Fischer · Peter Sendel · Ricco Groß | Norwegia Halvard Hanevold · Frode Andresen · Egil Gjelland · Ole Einar Bjørndalen |
| 18 stycznia 2003                       | Sprint (10 km)                         | Ole Einar Bjørndalen                                                        | Frode Andresen                                                  | Raphaël Poirée                                                                    |
| 19 stycznia 2003                       | Bieg pościgowy (12,5 km)               | Ole Einar Bjørndalen                                                        | Raphaël Poirée                                                  | Frank Luck                                                                        |

| 6. Anterselva, 23.01.2003 – 26.01.2003 | 6. Anterselva, 23.01.2003 – 26.01.2003 | 6. Anterselva, 23.01.2003 – 26.01.2003                                          | 6. Anterselva, 23.01.2003 – 26.01.2003                                  | 6. Anterselva, 23.01.2003 – 26.01.2003                                                   |
| Data                                   | Konkurencja                            | miejsce                                                                         | miejsce                                                                 | miejsce                                                                                  |
| -------------------------------------- | -------------------------------------- | ------------------------------------------------------------------------------- | ----------------------------------------------------------------------- | ---------------------------------------------------------------------------------------- |
| 23 stycznia 2003                       | Bieg indywidualny (20 km)              | Władimir Draczow                                                                | Halvard Hanevold                                                        | Stian Eckhoff                                                                            |
| 25 stycznia 2003                       | Sztafeta (4 × 7,5 km)                  | Białoruś Alaksiej Ajdarau · Władimir Draczow · Rustam Waliullin · Aleh Ryżenkau | Norwegia Egil Gjelland · Lars Berger · Stian Eckhoff · Halvard Hanevold | Włochy René Cattarinussi · Rene Laurent Vuillermoz · Devis Da Canal · Wilfried Pallhuber |
| 26 stycznia 2003                       | Bieg masowy (15 km)                    | Andrij Deryzemla                                                                | Pawieł Rostowcew                                                        | Ricco Groß                                                                               |

| 7. Lahti, 8.02.2003 - 9.02.2003 | 7. Lahti, 8.02.2003 - 9.02.2003 | 7. Lahti, 8.02.2003 - 9.02.2003 | 7. Lahti, 8.02.2003 - 9.02.2003 | 7. Lahti, 8.02.2003 - 9.02.2003 |
| Data                            | Konkurencja                     | miejsce                         | miejsce                         | miejsce                         |
| ------------------------------- | ------------------------------- | ------------------------------- | ------------------------------- | ------------------------------- |
| 8 lutego 2003                   | Sprint (10 km)                  | Alexander Wolf                  | Siergiej Czepikow               | Alaksiej Ajdarau                |
| 9 lutego 2003                   | Bieg masowy (15 km)             | Ole Einar Bjørndalen            | Aleh Ryżenkau                   | Halvard Hanevold                |

| 8. Holmenkollen, 13.02.2003 - 16.02.2003 | 8. Holmenkollen, 13.02.2003 - 16.02.2003 | 8. Holmenkollen, 13.02.2003 - 16.02.2003                                        | 8. Holmenkollen, 13.02.2003 - 16.02.2003                                       | 8. Holmenkollen, 13.02.2003 - 16.02.2003                                         |
| Data                                     | Konkurencja                              | miejsce                                                                         | miejsce                                                                        | miejsce                                                                          |
| ---------------------------------------- | ---------------------------------------- | ------------------------------------------------------------------------------- | ------------------------------------------------------------------------------ | -------------------------------------------------------------------------------- |
| 13 lutego 2003                           | Sztafeta (4 × 7,5 km)                    | Białoruś Alaksiej Ajdarau · Władimir Draczow · Rustam Waliullin · Aleh Ryżenkau | Rosja Siergiej Rożkow · Pawieł Rostowcew · Nikołaj Krugłow · Siergiej Czepikow | Norwegia Halvard Hanevold · Stian Eckhoff · Egil Gjelland · Ole Einar Bjørndalen |
| 15 lutego 2003                           | Sprint (10 km)                           | Władimir Draczow                                                                | Pawieł Rostowcew                                                               | Sven Fischer                                                                     |
| 16 lutego 2003                           | Bieg pościgowy (12,5 km)                 | Ole Einar Bjørndalen                                                            | Sven Fischer                                                                   | Stian Eckhoff                                                                    |

| 9. Östersund, 20.02.2003 - 23.02.2003 | 9. Östersund, 20.02.2003 - 23.02.2003 | 9. Östersund, 20.02.2003 - 23.02.2003 | 9. Östersund, 20.02.2003 - 23.02.2003 | 9. Östersund, 20.02.2003 - 23.02.2003 |
| Data                                  | Konkurencja                           | miejsce                               | miejsce                               | miejsce                               |
| ------------------------------------- | ------------------------------------- | ------------------------------------- | ------------------------------------- | ------------------------------------- |
| 20 lutego 2003                        | Sprint (10 km)                        | Sven Fischer                          | Władimir Draczow                      | Lars Berger                           |
| 21 lutego 2003                        | Bieg indywidualny (20 km)             | Janez Marič                           | Zdeněk Vítek                          | Marko Dolenc                          |
| 23 lutego 2003                        | Bieg pościgowy (12,5 km)              | Władimir Draczow                      | Zdeněk Vítek                          | Halvard Hanevold                      |

| Mistrzostwa świata Chanty-Mansyjsk, 15.03.2003 - 23.03.2003 | Mistrzostwa świata Chanty-Mansyjsk, 15.03.2003 - 23.03.2003 | Mistrzostwa świata Chanty-Mansyjsk, 15.03.2003 - 23.03.2003  | Mistrzostwa świata Chanty-Mansyjsk, 15.03.2003 - 23.03.2003                    | Mistrzostwa świata Chanty-Mansyjsk, 15.03.2003 - 23.03.2003                     |
| Data                                                        | Konkurencja                                                 | miejsce                                                      | miejsce                                                                        | miejsce                                                                         |
| ----------------------------------------------------------- | ----------------------------------------------------------- | ------------------------------------------------------------ | ------------------------------------------------------------------------------ | ------------------------------------------------------------------------------- |
| 15 marca 2003                                               | Sprint (10 km)                                              | Ole Einar Bjørndalen                                         | Ricco Groß                                                                     | Zdeněk Vítek                                                                    |
| 16 marca 2003                                               | Bieg pościgowy (12,5 km)                                    | Ricco Groß                                                   | Halvard Hanevold                                                               | Paavo Puurunen                                                                  |
| 19 marca 2003                                               | Bieg indywidualny (20 km)                                   | Halvard Hanevold                                             | Vesa Hietalahti                                                                | Ricco Groß                                                                      |
| 21 marca 2003                                               | Sztafeta (4 × 7,5 km)                                       | Niemcy Peter Sendel · Sven Fischer · Ricco Groß · Frank Luck | Rosja Wiktor Majgurow · Pawieł Rostowcew · Siergiej Rożkow · Siergiej Czepikow | Białoruś Alaksiej Ajdarau · Władimir Draczow · Rustam Waliullin · Aleh Ryżenkau |
| 23 marca 2003                                               | Bieg masowy (15 km)                                         | Ole Einar Bjørndalen                                         | Sven Fischer                                                                   | Raphaël Poirée                                                                  |

### Klasyfikacje
| Miejsce | Zawodnik             | Punkty |
| ------- | -------------------- | ------ |
| 1       | Ole Einar Bjørndalen | 737    |
| 2       | Władimir Draczow     | 630    |
| 3       | Ricco Groß           | 613    |
| 4       | Raphaël Poirée       | 591    |
| 5       | Halvard Hanevold     | 553    |
| 6       | Frode Andresen       | 486    |
| 7       | Siergiej Czepikow    | 466    |
| 8       | Aleh Ryżenkau        | 451    |
| 9       | Tomasz Sikora        | 442    |
| 10      | Sven Fischer         | 440    |
| 11      | Stian Eckhoff        | 432    |
| 12      | Pawieł Rostowcew     | 366    |
| 13      | Egil Gjelland        | 365    |
| 14      | Vincent Defrasne     | 362    |
| 15      | Christoph Sumann     | 340    |
| 16      | Zdeněk Vítek         | 338    |
| 17      | Frank Luck           | 291    |
| 18      | Ilmārs Bricis        | 290    |
| 19      | Siergiej Rożkow      | 281    |
| 20      | Julien Robert        | 252    |
| 21      | Peter Sendel         | 250    |
| 22      | René Cattarinussi    | 249    |
| 23      | Janez Marič          | 219    |
| 24      | Wolfgang Perner      | 207    |
| 25      | Marko Dolenc         | 206    |
| 26      | Michael Greis        | 195    |
| 27      | Paavo Puurunen       | 192    |

| Miejsce | Zawodnik                | Punkty |
| ------- | ----------------------- | ------ |
| 28      | Wolfgang Rottmann       | 186    |
| 29      | Daniel Mesotitsch       | 183    |
| 30      | Andrij Deryzemla        | 172    |
| 31      | Wilfried Pallhuber      | 165    |
| 32      | Ferréol Cannard         | 154    |
| 33      | Vesa Hietalahti         | 142    |
| 34      | Wjaczesław Derkacz      | 141    |
| 35      | Wiktor Majgurow         | 141    |
| 36      | Siergiej Baszkirow      | 131    |
| 37      | Rustam Waliullin        | 127    |
| 38      | Roman Dostál            | 121    |
| 39      | Alexander Wolf          | 96     |
| 40      | Carl Johan Bergman      | 96     |
| 41      | Tomas Globočnik         | 94     |
| 42      | Nikołaj Krugłow         | 93     |
| 43      | Lars Berger             | 92     |
| 44      | Marek Matiaško          | 78     |
| 45      | Indrek Tobreluts        | 75     |
| 46      | Andreas Birnbacher      | 70     |
| 47      | Alaksiej Ajdarau        | 67     |
| 48      | Jeremy Teela            | 67     |
| 49      | Dimitri Borovik         | 66     |
| 50      | Ludwig Gredler          | 56     |
| 51      | Pavol Hurajt            | 49     |
| 52      | Petr Garabik            | 46     |
| 53      | Rene Laurent Vuillermoz | 42     |
| 54      | Jakob Börjesson         | 41     |

| Miejsce | Zawodnik             | Punkty |
| ------- | -------------------- | ------ |
| 55      | Rusłan Łysenko       | 40     |
| 56      | Björn Ferry          | 39     |
| 57      | Timo Antila          | 36     |
| 58      | Ołeksandr Biłanenko  | 33     |
| 59      | Dag Bjørndalen       | 29     |
| 60      | Michaił Koczkin      | 26     |
| 61      | Siarhiej Nowikau     | 26     |
| 62      | Filipp Szulman       | 26     |
| 63      | Oļegs Maļuhins       | 25     |
| 64      | Kyōji Suga           | 19     |
| 65      | Siergiej Rusinow     | 17     |
| 66      | Janez Ožbolt         | 14     |
| 67      | Tord Wiksten         | 12     |
| 68      | Friedrich Pinter     | 11     |
| 69      | Janno Prants         | 10     |
| 70      | Roman Pryma          | 10     |
| 71      | Tomáš Holubec        | 9      |
| 72      | Tor Halvor Bjørnstad | 7      |
| 73      | Mattias Nilsson      | 7      |
| 74      | Marco Morgenstern    | 7      |
| 75      | Gilles Marguet       | 6      |
| 76      | Raivis Zīmelis       | 6      |
| 77      | Carsten Pump         | 5      |
| 78      | Michal Šlesingr      | 4      |
| 79      | Jean-Marc Chabloz    | 3      |
| 80      | Aleksandr Syman      | 1      |
| 81      | Pavol Novák          | 1      |

| Miejsce | Zawodnik         | Punkty |
| ------- | ---------------- | ------ |
| 1       | Halvard Hanevold | 96     |
| 2       | Vesa Hietalahti  | 83     |
| 3       | Ricco Groß       | 80     |
| 4       | Egil Gjelland    | 64     |
| 5       | Janez Marič      | 61     |
| 6       | Władimir Draczow | 61     |
| 7       | Tomasz Sikora    | 60     |
| 8       | Peter Sendel     | 60     |
| 9       | Vincent Defrasne | 58     |
| 10      | Stian Eckhoff    | 50     |

| Miejsce | Zawodnik             | Punkty |
| ------- | -------------------- | ------ |
| 1       | Ole Einar Bjørndalen | 328    |
| 2       | Frode Andresen       | 252    |
| 3       | Władimir Draczow     | 247    |
| 4       | Raphaël Poirée       | 226    |
| 5       | Sven Fischer         | 213    |
| 6       | Siergiej Czepikow    | 199    |
| 7       | Ricco Groß           | 192    |
| 8       | Halvard Hanevold     | 180    |
| 9       | Aleh Ryżenkau        | 175    |
| 10      | Christoph Sumann     | 160    |

| Miejsce | Zawodnik             | Punkty |
| ------- | -------------------- | ------ |
| 1       | Ole Einar Bjørndalen | 230    |
| 2       | Ricco Groß           | 205    |
| 3       | Raphaël Poirée       | 199    |
| 4       | Władimir Draczow     | 197    |
| 5       | Halvard Hanevold     | 154    |
| 6       | Frode Andresen       | 151    |
| 7       | Stian Eckhoff        | 150    |
| 8       | Aleh Ryżenkau        | 148    |
| 9       | Siergiej Czepikow    | 147    |
| 10      | Tomasz Sikora        | 144    |

| Miejsce | Zawodnik             | Punkty |
| ------- | -------------------- | ------ |
| 1       | Ole Einar Bjørndalen | 150    |
| 2       | Władimir Draczow     | 114    |
| 3       | Raphaël Poirée       | 114    |
| 4       | Ricco Groß           | 109    |
| 5       | Aleh Ryżenkau        | 100    |
| 6       | Julien Robert        | 96     |
| 7       | Pawieł Rostowcew     | 91     |
| 8       | Vincent Defrasne     | 88     |
| 9       | Peter Sendel         | 88     |
| 10      | Sven Fischer         | 86     |

| Miejsce | Reprezentacja | Punkty |
| ------- | ------------- | ------ |
| 1       | Białoruś      | 319    |
| 2       | Rosja         | 318    |
| 3       | Norwegia      | 298    |
| 4       | Niemcy        | 288    |
| 5       | Francja       | 279    |
| 6       | Słowenia      | 242    |
| 7       | Austria       | 239    |
| 8       | Estonia       | 214    |
| 9       | Szwecja       | 210    |
| 10      | Ukraina       | 202    |

| Miejsce | Reprezentacja | Punkty |
| ------- | ------------- | ------ |
| 1       | Norwegia      | 4029   |
| 2       | Niemcy        | 3778   |
| 3       | Rosja         | 3704   |
| 4       | Białoruś      | 3599   |
| 5       | Francja       | 3547   |
| 6       | Austria       | 3424   |
| 7       | Słowenia      | 3247   |
| 8       | Czechy        | 3074   |
| 9       | Włochy        | 2938   |
| 10      | Szwecja       | 2887   |

## Kobiety

### Wyniki
| 1. Östersund, 05.12.2002 – 08.12.2002 | 1. Östersund, 05.12.2002 – 08.12.2002 | 1. Östersund, 05.12.2002 – 08.12.2002                             | 1. Östersund, 05.12.2002 – 08.12.2002                                                       | 1. Östersund, 05.12.2002 – 08.12.2002                             |
| Data                                  | Konkurencja                           | miejsce                                                           | miejsce                                                                                     | miejsce                                                           |
| ------------------------------------- | ------------------------------------- | ----------------------------------------------------------------- | ------------------------------------------------------------------------------------------- | ----------------------------------------------------------------- |
| 5 grudnia 2002                        | Sprint (7,5 km)                       | Olga Zajcewa                                                      | Sylvie Becaert                                                                              | Olga Pylowa                                                       |
| 6 grudnia 2002                        | Sztafeta (4 × 6 km)                   | Niemcy Katrin Apel · Uschi Disl · Simone Denkinger · Kati Wilhelm | Norwegia Linda Tjørhom · Gro Marit Istad-Kristiansen · Tora Berger · Gunn Margit Andreassen | Rosja Olga Pylowa · Olga Zajcewa · Anna Bogalij · Albina Achatowa |
| 8 grudnia 2002                        | Bieg pościgowy (10 km)                | Kati Wilhelm                                                      | Olga Zajcewa                                                                                | Katja Beer                                                        |

| 2. Pokljuka Östersund, 11.12.2002 – 15.12.2002 | 2. Pokljuka Östersund, 11.12.2002 – 15.12.2002 | 2. Pokljuka Östersund, 11.12.2002 – 15.12.2002                                       | 2. Pokljuka Östersund, 11.12.2002 – 15.12.2002                        | 2. Pokljuka Östersund, 11.12.2002 – 15.12.2002                                    |
| Data                                           | Konkurencja                                    | miejsce                                                                              | miejsce                                                               | miejsce                                                                           |
| ---------------------------------------------- | ---------------------------------------------- | ------------------------------------------------------------------------------------ | --------------------------------------------------------------------- | --------------------------------------------------------------------------------- |
| 11 grudnia 2002                                | Sztafeta (4 × 6 km)                            | Rosja Swietłana Czernousowa · Galina Kuklewa · Irina Malgina · Swietłana Iszmuratowa | Niemcy Martina Glagow · Simone Denkinger · Andrea Henkel · Katja Beer | Bułgaria Nina Klenowska · Pawlina Filipowa · Ekaterina Dafowska · Iwa Karagiozowa |
| 13 grudnia 2002                                | Sprint (7,5 km)                                | Linda Tjørhom                                                                        | Swietłana Iszmuratowa                                                 | Ekaterina Dafowska                                                                |
| 15 grudnia 2002                                | Bieg pościgowy (10 km)                         | Katja Beer                                                                           | Linda Tjørhom                                                         | Sanna-Leena Perunka                                                               |

| 3. Osrblie, 19.12.2002 - 22.12.2002 | 3. Osrblie, 19.12.2002 - 22.12.2002 | 3. Osrblie, 19.12.2002 - 22.12.2002                                            | 3. Osrblie, 19.12.2002 - 22.12.2002                                  | 3. Osrblie, 19.12.2002 - 22.12.2002                                                     |
| Data                                | Konkurencja                         | miejsce                                                                        | miejsce                                                              | miejsce                                                                                 |
| ----------------------------------- | ----------------------------------- | ------------------------------------------------------------------------------ | -------------------------------------------------------------------- | --------------------------------------------------------------------------------------- |
| 19 grudnia 2002                     | Sprint (7,5 km)                     | Galina Kuklewa                                                                 | Albina Achatowa                                                      | Uschi Disl                                                                              |
| 21 grudnia 2002                     | Sztafeta (4 × 6 km)                 | Białoruś Lilija Jefremowa · Olga Nazarowa · Ludmiła Arłouska · Ołena Zubryłowa | Niemcy Martina Glagow · Simone Denkinger · Katja Beer · Kati Wilhelm | Norwegia Liv-Kjersti Eikeland · Borghild Ouren · Gunn Margit Andreassen · Linda Tjørhom |
| 22 grudnia 2002                     | Bieg pościgowy (10 km)              | Ekaterina Dafowska                                                             | Galina Kuklewa                                                       | Martina Glagow                                                                          |

| 4. Oberhof, 08.01.2003 – 12.01.2003 | 4. Oberhof, 08.01.2003 – 12.01.2003 | 4. Oberhof, 08.01.2003 – 12.01.2003                            | 4. Oberhof, 08.01.2003 – 12.01.2003                                          | 4. Oberhof, 08.01.2003 – 12.01.2003                                       |
| Data                                | Konkurencja                         | miejsce                                                        | miejsce                                                                      | miejsce                                                                   |
| ----------------------------------- | ----------------------------------- | -------------------------------------------------------------- | ---------------------------------------------------------------------------- | ------------------------------------------------------------------------- |
| 8 stycznia 2003                     | Sprint (7,5 km)                     | Ekaterina Dafowska                                             | Sylvie Becaert                                                               | Kateřina Holubcová                                                        |
| 10 stycznia 2003                    | Sztafeta (4 × 6 km)                 | Niemcy Katrin Apel · Uschi Disl · Andrea Henkel · Kati Wilhelm | Rosja Albina Achatowa · Swietłana Czernousowa · Galina Kuklewa · Olga Pylowa | Francja Sylvie Becaert · Sandrine Bailly · Julie Carraz · Corinne Niogret |
| 12 stycznia 2003                    | Bieg masowy (12,5 km)               | Uschi Disl                                                     | Ekaterina Dafowska                                                           | Sylvie Becaert                                                            |

| 5. Ruhpolding, 15.01.2003 – 19.01.2003 | 5. Ruhpolding, 15.01.2003 – 19.01.2003 | 5. Ruhpolding, 15.01.2003 – 19.01.2003                                       | 5. Ruhpolding, 15.01.2003 – 19.01.2003                            | 5. Ruhpolding, 15.01.2003 – 19.01.2003                                                              |
| Data                                   | Konkurencja                            | miejsce                                                                      | miejsce                                                           | miejsce                                                                                             |
| -------------------------------------- | -------------------------------------- | ---------------------------------------------------------------------------- | ----------------------------------------------------------------- | --------------------------------------------------------------------------------------------------- |
| 15 stycznia 2003                       | Sztafeta (4 × 6 km)                    | Rosja Albina Achatowa · Swietłana Czernousowa · Galina Kuklewa · Olga Pylowa | Niemcy Martina Glagow · Uschi Disl · Andrea Henkel · Kati Wilhelm | Norwegia Linda Tjørhom · Ann-Elen Skjelbreid · Gro Marit Istad-Kristiansen · Gunn Margit Andreassen |
| 17 stycznia 2003                       | Sprint (7,5 km)                        | Galina Kuklewa                                                               | Martina Glagow                                                    | Olga Pylowa                                                                                         |
| 19 stycznia 2003                       | Bieg pościgowy (10 km)                 | Ekaterina Dafowska                                                           | Martina Glagow                                                    | Swietłana Iszmuratowa                                                                               |

| 6. Anterselva, 23.01.2003 – 25.01.2003 | 6. Anterselva, 23.01.2003 – 25.01.2003 | 6. Anterselva, 23.01.2003 – 25.01.2003                                     | 6. Anterselva, 23.01.2003 – 25.01.2003                           | 6. Anterselva, 23.01.2003 – 25.01.2003                                         |
| Data                                   | Konkurencja                            | miejsce                                                                    | miejsce                                                          | miejsce                                                                        |
| -------------------------------------- | -------------------------------------- | -------------------------------------------------------------------------- | ---------------------------------------------------------------- | ------------------------------------------------------------------------------ |
| 23 stycznia 2003                       | Bieg indywidualny (15 km)              | Ekaterina Dafowska                                                         | Sandrine Bailly                                                  | Linda Tjørhom                                                                  |
| 24 stycznia 2003                       | Sztafeta (4 × 6 km)                    | Rosja Albina Achatowa · Anna Bogalij · Swietłana Czernousowa · Olga Pylowa | Niemcy Simone Denkinger · Uschi Disl · Katja Beer · Kati Wilhelm | Białoruś Lilija Jefremowa · Olga Nazarowa · Ludmiła Arłouska · Ołena Zubryłowa |
| 25 stycznia 2003                       | Bieg masowy (12,5 km)                  | Albina Achatowa                                                            | Sylvie Becaert                                                   | Corinne Niogret                                                                |

| 7. Lahti, 8.02.2003 - 9.02.2003 | 7. Lahti, 8.02.2003 - 9.02.2003 | 7. Lahti, 8.02.2003 - 9.02.2003 | 7. Lahti, 8.02.2003 - 9.02.2003 | 7. Lahti, 8.02.2003 - 9.02.2003 |
| Data                            | Konkurencja                     | miejsce                         | miejsce                         | miejsce                         |
| ------------------------------- | ------------------------------- | ------------------------------- | ------------------------------- | ------------------------------- |
| 8 lutego 2003                   | Sprint (7,5 km)                 | Olga Pylowa                     | Albina Achatowa                 | Kati Wilhelm                    |
| 9 lutego 2003                   | Bieg masowy (12,5 km)           | Kati Wilhelm                    | Martina Glagow                  | Ekaterina Dafowska              |

| 8. Holmenkollen, 13.02.2003 - 16.02.2003 | 8. Holmenkollen, 13.02.2003 - 16.02.2003 | 8. Holmenkollen, 13.02.2003 - 16.02.2003                                   | 8. Holmenkollen, 13.02.2003 - 16.02.2003                                       | 8. Holmenkollen, 13.02.2003 - 16.02.2003                                             |
| Data                                     | Konkurencja                              | miejsce                                                                    | miejsce                                                                        | miejsce                                                                              |
| ---------------------------------------- | ---------------------------------------- | -------------------------------------------------------------------------- | ------------------------------------------------------------------------------ | ------------------------------------------------------------------------------------ |
| 13 lutego 2003                           | Sztafeta (4 × 6 km)                      | Rosja Albina Achatowa · Swietłana Czernousowa · Olga Zajcewa · Olga Pylowa | Białoruś Lilija Jefremowa · Olga Nazarowa · Ludmiła Arłouska · Ołena Zubryłowa | Francja Florence Baverel-Robert · Sandrine Bailly · Corinne Niogret · Sylvie Becaert |
| 15 lutego 2003                           | Sprint (7,5 km)                          | Sandrine Bailly                                                            | Albina Achatowa                                                                | Martina Glagow                                                                       |
| 16 lutego 2003                           | Bieg pościgowy (10 km)                   | Martina Glagow                                                             | Ołena Zubryłowa                                                                | Michela Ponza                                                                        |

| 9. Östersund, 20.02.2003 - 23.02.2003 | 9. Östersund, 20.02.2003 - 23.02.2003 | 9. Östersund, 20.02.2003 - 23.02.2003 | 9. Östersund, 20.02.2003 - 23.02.2003 | 9. Östersund, 20.02.2003 - 23.02.2003 |
| Data                                  | Konkurencja                           | miejsce                               | miejsce                               | miejsce                               |
| ------------------------------------- | ------------------------------------- | ------------------------------------- | ------------------------------------- | ------------------------------------- |
| 20 lutego 2003                        | Sprint (7,5 km)                       | Kati Wilhelm                          | Ołena Zubryłowa                       | Uschi Disl                            |
| 22 lutego 2003                        | Bieg indywidualny (15 km)             | Olga Zajcewa                          | Linda Tjørhom                         | Olga Pylowa                           |
| 23 lutego 2003                        | Bieg pościgowy (10 km)                | Ołena Zubryłowa                       | Linda Tjørhom                         | Kateřina Holubcová                    |

| Mistrzostwa świata Chanty-Mansyjsk, 15.03.2003 - 22.03.2003 | Mistrzostwa świata Chanty-Mansyjsk, 15.03.2003 - 22.03.2003 | Mistrzostwa świata Chanty-Mansyjsk, 15.03.2003 - 22.03.2003                            | Mistrzostwa świata Chanty-Mansyjsk, 15.03.2003 - 22.03.2003                     | Mistrzostwa świata Chanty-Mansyjsk, 15.03.2003 - 22.03.2003          |
| Data                                                        | Konkurencja                                                 | miejsce                                                                                | miejsce                                                                         | miejsce                                                              |
| ----------------------------------------------------------- | ----------------------------------------------------------- | -------------------------------------------------------------------------------------- | ------------------------------------------------------------------------------- | -------------------------------------------------------------------- |
| 15 marca 2003                                               | Sprint (7,5 km)                                             | Sylvie Becaert                                                                         | Ołena Petrowa                                                                   | Kateřina Holubcová                                                   |
| 16 marca 2003                                               | Bieg pościgowy (10 km)                                      | Sandrine Bailly Martina Glagow                                                         |                                                                                 | Swietłana Iszmuratowa                                                |
| 18 marca 2003                                               | Bieg indywidualny (15 km)                                   | Kateřina Holubcová                                                                     | Ołena Zubryłowa                                                                 | Gunn Margit Andreassen                                               |
| 20 marca 2003                                               | Sztafeta (4 × 6 km)                                         | Rosja Albina Achatowa · Swietłana Iszmuratowa · Galina Kuklewa · Swietłana Czernousowa | Ukraina Oksana Chwostenko · Iryna Merkuszina · Oksana Jakowlewa · Ołena Petrowa | Niemcy Simone Denkinger · Uschi Disl · Kati Wilhelm · Martina Glagow |
| 22 marca 2003                                               | Bieg masowy (12,5 km)                                       | Albina Achatowa                                                                        | Swietłana Iszmuratowa                                                           | Sandrine Bailly                                                      |

### Klasyfikacje
| Miejsce | Zawodniczka            | Punkty |
| ------- | ---------------------- | ------ |
| 1       | Martina Glagow         | 729    |
| 2       | Albina Achatowa        | 699    |
| 3       | Sylvie Becaert         | 680    |
| 4       | Ekaterina Dafowska     | 644    |
| 5       | Ołena Zubryłowa        | 634    |
| 6       | Sandrine Bailly        | 570    |
| 7       | Uschi Disl             | 535    |
| 8       | Kateřina Holubcová     | 523    |
| 9       | Swietłana Czernousowa  | 465    |
| 10      | Olga Pylowa            | 463    |
| 11      | Swietłana Iszmuratowa  | 463    |
| 12      | Katja Beer             | 445    |
| 13      | Kati Wilhelm           | 429    |
| 14      | Gunn Margit Andreassen | 391    |
| 15      | Sanna-Leena Perunka    | 366    |
| 16      | Corinne Niogret        | 361    |
| 17      | Andrea Henkel          | 344    |
| 18      | Linda Tjørhom          | 340    |
| 19      | Olga Zajcewa           | 296    |
| 20      | Katrin Apel            | 296    |
| 21      | Simone Denkinger       | 294    |
| 22      | Pawlina Filipowa       | 269    |
| 23      | Galina Kuklewa         | 268    |

| Miejsce | Zawodnik                | Punkty |
| ------- | ----------------------- | ------ |
| 24      | Anna Bogalij            | 239    |
| 25      | Michela Ponza           | 226    |
| 26      | Martina Halinárová      | 186    |
| 27      | Irina Nikułczina        | 170    |
| 28      | Soňa Mihoková           | 164    |
| 29      | Olga Nazarowa           | 150    |
| 30      | Florence Baverel-Robert | 147    |
| 31      | Andreja Mali            | 139    |
| 32      | Anna Murínová           | 125    |
| 33      | Ołena Petrowa           | 123    |
| 34      | Lilija Jefremowa        | 118    |
| 35      | Magdalena Gwizdoń       | 76     |
| 36      | Christelle Gros         | 73     |
| 37      | Kaciaryna Iwanowa       | 71     |
| 38      | Tadeja Brankovič        | 69     |
| 39      | Andreja Koblar          | 66     |
| 40      | Tamami Tanaka           | 65     |
| 41      | Oksana Chwostenko       | 57     |
| 42      | Eija Salonen            | 54     |
| 43      | Saskia Santer           | 53     |
| 44      | Anna Sprung             | 49     |
| 45      | Kong Yingchao           | 34     |
| 46      | Sun Ribo                | 31     |

| Miejsce | Zawodnik                    | Punkty |
| ------- | --------------------------- | ------ |
| 47      | Liu Xianying                | 31     |
| 48      | Zdeňka Vejnarová            | 30     |
| 49      | Ann-Elen Skjelbreid         | 28     |
| 50      | Éva Tófalvi                 | 28     |
| 51      | Anna Carin Olofsson         | 27     |
| 52      | Nathalie Santer             | 25     |
| 53      | Lenka Faltusová             | 25     |
| 54      | Gro Marit Istad-Kristiansen | 22     |
| 55      | Romy Beer                   | 21     |
| 56      | Jill Beste Krause           | 21     |
| 57      | Iwa Karagiozowa             | 20     |
| 58      | Ann Helen Grande            | 19     |
| 59      | Irena Česneková             | 14     |
| 60      | Ikuyo Tsukidate             | 13     |
| 61      | Outi Kettunen               | 13     |
| 62      | Lucija Larisi               | 8      |
| 63      | Radka Popowa                | 6      |
| 64      | Nina Klenowska              | 5      |
| 65      | Rachel Steer                | 5      |
| 66      | Irina Malgina               | 4      |
| 67      | Magda Rezlerová             | 3      |
| 68      | Tora Berger                 | 1      |

| Miejsce | Zawodniczka            | Punkty |
| ------- | ---------------------- | ------ |
| 1       | Linda Tjørhom          | 89     |
| 2       | Ekaterina Dafowska     | 80     |
| 3       | Ołena Zubryłowa        | 80     |
| 4       | Gunn Margit Andreassen | 77     |
| 5       | Kateřina Holubcová     | 76     |
| 6       | Albina Achatowa        | 74     |
| 7       | Corinne Niogret        | 66     |
| 8       | Martina Glagow         | 66     |
| 9       | Sylvie Becaert         | 60     |
| 10      | Simone Denkinger       | 58     |

| Miejsce | Zawodniczka        | Punkty |
| ------- | ------------------ | ------ |
| 1       | Sylvie Becaert     | 280    |
| 2       | Martina Glagow     | 270    |
| 3       | Ekaterina Dafowska | 253    |
| 4       | Albina Achatowa    | 238    |
| 5       | Olga Pylowa        | 234    |
| 6       | Uschi Disl         | 218    |
| 7       | Sandrine Bailly    | 216    |
| 8       | Katja Beer         | 208    |
| 9       | Kati Wilhelm       | 198    |
| 10      | Kateřina Holubcová | 196    |

| Miejsce | Zawodniczka           | Punkty |
| ------- | --------------------- | ------ |
| 1       | Martina Glagow        | 257    |
| 2       | Ołena Zubryłowa       | 244    |
| 3       | Sylvie Becaert        | 197    |
| 4       | Albina Achatowa       | 194    |
| 5       | Sandrine Bailly       | 180    |
| 6       | Ekaterina Dafowska    | 175    |
| 7       | Swietłana Iszmuratowa | 150    |
| 8       | Uschi Disl            | 150    |
| 9       | Katja Beer            | 147    |
| 10      | Kateřina Holubcová    | 145    |

| Miejsce | Zawodniczka           | Punkty |
| ------- | --------------------- | ------ |
| 1       | Albina Achatowa       | 126    |
| 2       | Swietłana Iszmuratowa | 120    |
| 3       | Sylvie Becaert        | 119    |
| 4       | Uschi Disl            | 118    |
| 5       | Corinne Niogret       | 115    |
| 6       | Ekaterina Dafowska    | 113    |
| 7       | Martina Glagow        | 108    |
| 8       | Sandrine Bailly       | 97     |
| 9       | Kati Wilhelm          | 93     |
| 10      | Kateřina Holubcová    | 93     |

| Miejsce | Reprezentacja | Punkty |
| ------- | ------------- | ------ |
| 1       | Rosja         | 339    |
| 2       | Niemcy        | 327    |
| 3       | Białoruś      | 293    |
| 4       | Norwegia      | 278    |
| 5       | Francja       | 249    |
| 6       | Bułgaria      | 246    |
| 7       | Czechy        | 229    |
| 8       | Słowenia      | 215    |
| 9       | Słowacja      | 191    |
| 10      | Japonia       | 172    |

| Miejsce | Reprezentacja | Punkty |
| ------- | ------------- | ------ |
| 1       | Rosja         | 4086   |
| 2       | Niemcy        | 4034   |
| 3       | Francja       | 3760   |
| 4       | Bułgaria      | 3532   |
| 5       | Białoruś      | 3393   |
| 6       | Norwegia      | 3370   |
| 7       | Słowacja      | 3129   |
| 8       | Czechy        | 3118   |
| 9       | Finlandia     | 3008   |
| 10      | Słowenia      | 3000   |

## Wyniki Polaków

### Indywidualnie
(do uzupełnienia)

### Drużynowo
(do uzupełnienia)